# Edinho Nazareth
Edino Nazareth Filho, mais conhecido como Edinho (Rio de Janeiro, 5 de junho de 1955), é um ex-futebolista e ex-treinador brasileiro.
Desde 2012 é comentarista da SporTV.

## Carreira

### Como jogador
Edinho tinha somente 13 anos quando ingressou nas categorias juvenis do Fluminense e, cinco anos mais tarde, já vestia a camisa do time principal.Era um jogador com imensa identidade com a torcida tricolor, por conta de seu vigor físico e da raça com que se entregava em todos os jogos, sempre saindo com a bola dominada nos pés, em arrancadas que levavam seu time ao contra-ataque eempolgavam as arquibancadas do Maracanã.
Edinho fez parte do grande time do Fluminense nos anos 70, que ficou conhecido como a Máquina Tricolor, em decorrência dos grandes times cheios de jogadores famosos nas conquistas estaduais de 1975/76 e depois no time que liderou dentro de campo em 1980. Excelente batedor de faltas, foi o autor do gol que deu o título do Campeonato Carioca de 1980, na final contra o Vasco da Gama.
Edinho também começou cedo sua carreira na Seleção Brasileira, quando aos 20 anos de idade, fez parte na Seleção Olímpica que conquistou a medalha de prata nos Jogos Pan-americanos de 1975, na Cidade do México. Posteriormente, manteve seu lugar na Seleção Principal, tendo disputado as Copas do Mundo de 1978, 82 e 86. Encerrou sua carreira na Seleção após a derrota para a França na Copa de 1986, totalizando 87 partidas com a camisa do Brasil, das quais 28 foram pela Seleção Olímpica, e 59 pela Seleção Principal.
Edinho também jogou na Udinense, da Itália, no Flamengo e no Grêmio. Contudo, a despeito das conquistas no Flamengo e no Grêmio, seu nome sempre estará fortemente ligado ao Fluminense.
Em duas passagens por Laranjeiras, Edinho atingiu a marca de 358 jogos e 33 gols marcados com a camisa tricolor.

### Como treinador
Em 1991, logo após pendurar as chuteiras, Edinho iniciou sua carreira de treinador à frente do Fluminense. De cara venceu a Taça Guanabara daquele ano.
Nas décadas seguintes, Edinho peregrinou por muitas equipes do Brasil, conseguindo conquistar títulos como a Copa Centro-Oeste e a Série B do Brasileirão.
Atuou como diretor de futebol do Clube Atlético Paranaense.
Os últimos clubes a comandar foram o Joinville Esporte Clube e o Americana, de São Paulo.

### Como empresário e comentarista
Edinho ainda virou empresário de jogadores, mas logo depois retornou à função de treinador. Atualmente está como comentarista do canal fechado SporTV.

## Títulos

### Como jogador
Seleção Brasileira
- Medalha de Ouro  nos Jogos Pan-americanos da Cidade do México: 1975

Fluminense
- Campeonato Carioca[6]: 1975, 1976 e 1980
- Taça Guanabara: 1975
- Taça Amadeu Rodrigues Sequeira (Terceiro Turno do Campeonato Carioca): 1976
- Taça João Coelho Netto (Primeiro Turno do Campeonato Carioca): 1980
- Torneio de Paris: 1976
- Torneio Viña del Mar: 1976
- Troféu Teresa Herrera: 1977
- Copa Governador Faria Lima: 1977
- Copa Vale do Paraíba: 1977
- Torneio de Kiev: 1989

Udinese
- Torneio Quadrangular de Udine: 1983

Flamengo
- Copa União (Módulo Verde): 1987
- Taça Euzébio de Andrade: 1987
- Torneio Air Gabon: 1987
- Torneio Internacional de Angola: 1987
- Copa Kirin: 1988
- Troféu Colombino: 1988
- Taça Guanabara: 1988

Grêmio
- Campeonato Gaúcho: 1989
- Copa do Brasil: 1989[7]

### Como treinador
Fluminense
- Taça Guanabara: 1991, 1993

Vitória
- Campeonato Baiano: 1996

Goiás
- Campeonato Goiano: 2002
- Copa Centro-Oeste: 2002

Brasiliense
- Campeonato Brasileiro de Futebol - Série B: 2004

Atlético Paranaense
- Campeonato Paranaense de Futebol: 2005

## Prêmios
- Bola de Prata da Revista Placar: 1982
- Melhor jogador do Campeonato Mundial de Futebol de Areia: 1996